# 新北市三峽區成福國民小學
新北市三峽區成福國民小學，成福國小是三峽區第二所成立的國民小學，其學區包含溪東里、溪南里、溪北里及成福里（1~8鄰、12~15鄰），而地理位置在三峽橫溪溪畔、柴埔山山腳下。因早期發展煤礦而建校，建於日治時期大正六年（西元1917年），知名校友為良瑋集團董事長尤利春。

## 校史
成福公學校於1917年籌募創設，一年後校址及教室暫借横溪段頂寮劉厝埔（今溪東路25號），4月借鄰近民房為教室，8月整地並興建校舍。第一屆畢業典禮在1922年舉行。1946年為配合皇民化運動將校名改為「成福國民學校」。1947年8月改「溪北國民學校」。1948年3月更名為「臺北縣三峽鎮成福國民學校」。

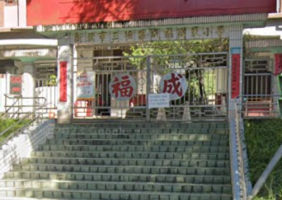
成福國小校門

1968年九年國民義務教育實施，同年8月改校名為「臺北縣三峽鎮成福國民小學」。1977年設立文化走廊，並於該年6月籌設午餐計畫。1980年5月學生活動中心啟用，2007年12月人工生態水草塘正式竣工啟用。2010年台北縣升格為直轄市，校名改為「新北市三峽區成福國民小學」。
2014年9月1日因公視節目「老師你哪位?」，麵包烘焙師傅吳寶春拜訪。在2018年4月1日百年校慶時，時任新北市市長朱立倫到校參與活動，2022年獲教育部辦理111年度教學卓越獎。2022年10月玉山圖書館進行啟用儀式。

## 校園特色

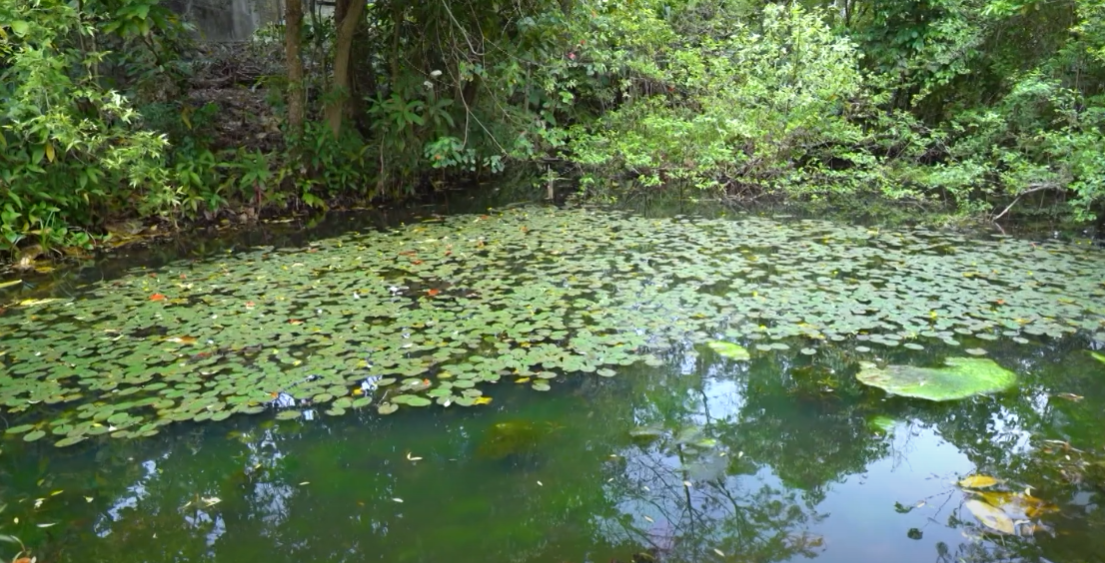
成福教學生態池

2018年4月1日成福國小100週年校慶時，學校利用學生活動中心正下方的牆面創作了以「學生『腳』踏實地、老師『手』護成福」為主題的陶板牆。
由於東側門停車場長期滲水長滿青苔，在成福國小師生們的協助之下完成了「成福水草塘」，而內部的水生植物，則是由老師和學生與家長到原棲地採種，再移植復育且運用多水的環境營造校園溼地，並結合攝影機與青蛙裝來發展溼地生態課程，生態池內也有台灣原生水生植物、30種蜻蜓及40種鳥類，並透過攝影課程進階觀察台灣萍蓬草、台北樹蛙及鴛鴦等物種，在2013年獲得教學卓越金質獎。水草塘也成為成福國小的多元課程之一。

## 歷任校長

### 日治時期
| 任別 | 姓名     | 任期          |
| ---- | -------- | ------------- |
| 1    | 小山戒三 | 1918年-1919年 |
| 2    | 松田常己 | 1919年-1926年 |
| 3    | 前田 元  | 1926年-1927年 |
| 4    | 吉富為一 | 1927年-1930年 |
| 5    | 橫田友親 | 1930年-1935年 |
| 6    | 永松生輝 | 1935年-1944年 |
| 7    | 李章榮   | 1944年-1945年 |

### 中華民國時期
| 8  | 姓名   | 任期          |
| -- | ------ | ------------- |
| 9  | 李章榮 | 1945年-1946年 |
| 10 | 李文津 | 1946年-1957年 |
| 11 | 陳澄枝 | 1957年-1961年 |
| 12 | 陳福來 | 1961年-1962年 |
| 13 | 何鴻淇 | 1962年-1964年 |
| 14 | 王光臨 | 1964年-1968年 |
| 15 | 王新喜 | 1968年-1976年 |
| 16 | 李傳登 | 1976年-1985年 |
| 17 | 陳鸞嬌 | 1985年-1989年 |
| 18 | 高進雄 | 1989年-1993年 |
| 19 | 廖連寧 | 1993年-1997年 |
| 20 | 詹建斌 | 1997年-2001年 |
| 21 | 劉三雄 | 2001年-2009年 |
| 22 | 林朝枝 | 2009年-2015年 |
| 23 | 張乃文 | 2015年-2019年 |
| 24 | 莊慧貞 | 2019年-至今   |

## 外部連結
- 新北市三峽區成福國民小學 （页面存档备份，存于）
- 新北市三峽區成福國小Facebook （页面存档备份，存于）
- 【我的學校有夠酷】全新一季 第1集｜成福國小｜香蕉哥哥 KIWI姐姐｜兒童節目｜YOYO（页面存档备份，存于）